# Bruin juffertje
Het bruin juffertje (Chromis multilineata) is een straalvinnige vissensoort uit de familie van rifbaarzen of koraaljuffertjes (Pomacentridae). De wetenschappelijke naam van de soort is voor het eerst geldig gepubliceerd in 1853 door Guichenot.